# Sunshine Superman (노래)
〈Sunshine Superman〉은 도노반이 쓰고 녹음한 노래이다. 〈Sunshine Superman〉 싱글은 1966년 7월 에픽 레코드(Epic 5-10045)를 통해 미국에서 발매되었지만, 계약상 분쟁으로 인해 영국의 발매가 1966년 12월까지 연기되었는데, 그곳에서 영국 출시는 도노반의 이전 레이블인 파이 레코드(Pye 7N 17241)에 나타났다. 〈Sunshine Superman〉 싱글은 미국과 영국 발표 모두에서 〈The Trip〉으로 뒷받침되었다. 이 노래는 "세기의 고전들 중 하나" 그리고 "중요하게 밝은 여름의 노래"로 묘사되어 왔다.
〈Sunshine Superman〉은 미국에서 빌보드 핫 100의 정상에 올랐고 그 후에 도노반의 세 번째 음반인 《Sunshine Superman》의 타이틀 곡이 되었다. 차트 포지션은 1위(미국)와 2위(영국)였다(이 싱글은 1966년 12월에 영국에서 발매되었다). 이 노래는 빌보드 핫 100에서 1위에 오른 도노반의 유일한 싱글이었다. 이 음반에는 하모니카가 없는 〈The Trip〉의 다른 혼합곡도 들어 있다. 이 곡은 도노반과 프로듀서인 미키 모스트의 3년간의 성공적인 협업을 통해 나온 첫 번째 곡으로, 일반적으로 사이키델리아로 알려진 음악 장르의 첫 번째 사례 중 하나로 여겨진다. 이 노래는 사이키델릭 포크, 사이키델릭 팝, 포크 록 스타일을 특징으로 한다.
후에 레드 제플린의 지미 페이지와 존 폴 존스는 녹음 작업을 한다.